# وليم بوين
وليم بوين (بالإنجليزية: William Bowen)‏ (15 مايو 1877، بالتيمور في الولايات المتحدة - 18 سبتمبر 1937، كاليفورنيا في الولايات المتحدة)؛ محامي، كاتب، كاتب للأطفال وروائي أمريكي.